# Andy Holden (Leichtathlet)
Andy Holden (eigentlich John Andrew Holden; * 22. Oktober 1948 in Leyland, Lancashire; † 4. Januar 2014 in Dudley, West Midlands) war ein britischer Hindernis- und Langstreckenläufer.
Holden wurde 1969 britischer Crosslauf-Meister der Junioren. Neben dem Sport studierte er an der University of Birmingham Zahnmedizin.
1970 wurde er über 3000 m Hindernis für England startend bei den Commonwealth Games in Edinburgh Fünfter und gewann Silber bei der Universiade. Bei den Leichtathletik-Europameisterschaften 1971 in Helsinki kam er jedoch in seinem Vorlauf nicht über Platz 6 hinaus. Auch bei den Olympischen Spielen 1972 in München schied er als Fünfter seines Vorlaufes aus.
1970 und 1971 wurde er Englischer Meister über 3000 m Hindernis. 1972 stellte er mit 8:26,4 min einen britischen Landesrekord in dieser Disziplin auf.
Dreimal nahm er an den Crosslauf-Weltmeisterschaften teil: 1976 in Chepstow kam er auf den 112. Platz, 1979 in Limerick lief er auf den 20. Platz und siegte mit der englischen Mannschaft, und 1984 in East Rutherford belegte er den 69. Platz.
Von 1979 bis 1981 gewann er dreimal den Bermuda-Marathon in Folge. Bei den Englischen Meisterschaften im Marathon wurde er 1980 wurde er Dritter und 1981 Zweiter. Beim Europacup-Marathon 1981 kam er auf den 26. Platz. 1982 siegte er beim Hongkong Shenzhen Marathon, 1984 wurde er Siebter bei den Englischen Meisterschaften im 10-km-Straßenlauf, und 1986 wurde er Zweiter beim Belfast-Marathon.
Nach seiner aktiven Laufbahn trainierte Holden für seinen Club Tripton Harriers die Jugendmannschaften. Er arbeitete weiterhin als Zahnarzt, war dabei ein Gegner der Privatisierung von Arztpraxen. Er blieb dabei, für den National Health Service zu arbeiten. Außerdem unterstützte er den Wohltätigkeitsverein Crisis, der sich um Obdachlose kümmerte.
2011 erlitt er ein Aortenaneurysma, an dessen Folgen er 2014 im Alter von 65 Jahren verstarb. Er hinterließ seine Frau Paula sowie drei Söhne und eine Tochter.

## Persönliche Bestzeiten
- 3000 m (Halle): 8:01,6 min, 21. November 1970, Cosford
- 10.000 m: 29:03,2 min, 5. September 1973, London
- 10-km-Straßenlauf: 28:29 min, 28. April 1984, Birmingham
- Marathon: 2:15:18 h, 3. Mai 1980, Milton Keynes
- 3000 m Hindernis: 8:26,4 min, 15. September 1972, London